# コア (プロレス)
コア（The Corre）は、アメリカ合衆国のプロレス団体WWEに登場するプロレスラーのユニット名称であり、ネクサスから追放されたウェイド・バレットが結成したユニットである。

## メンバー
- ウェイド・バレット
- ジャスティン・ガブリエル
- ヒース・スレイター
- エゼキエル・ジャクソン

## 経歴
SmackDown!に移籍したウェイド・バレットが、CMパンクによりネクサスを奪われ、追放されたことにより分派ユニットとして結成。ジャスティン・ガブリエルとヒース・スレイターが居残り、ビッグ・ショーとの試合中に乱入したエゼキエル・ジャクソンがメンバー入りを表明した。
2011年2月20日のエリミネーション・チェンバーではガブリエルとスレイターがタッグを組んでマレラ & コズロフ組からWWEタッグ王座を獲得した。しかし、翌日のRAWでザ・ミズ & ジョン・シナ組に敗れ王座を失うが、すぐに再戦権を行使して勝利し王座を奪還した。
3月に入ってからはビッグ・ショー、ケインと抗争していた。3月25日に開催されたWrestleMania XXVII直前のスマックダウンでは、ウェイドがコフィ・キングストンを破り、WWE・インターコンチネンタル王座を獲得した。
4月19日のスマックダウンでガブリエル & スレイターがビッグ・ショー & ケインに敗れ、王座を失った。
5月6日のスマックダウンでジャクソンが他のメンバーと仲違いを起こし袋叩きにされ、仲間から追放された。それ以降、ジャクソンとコアとの抗争が始まり、ジャクソンがオーバー・ザ・リミットでバレットのIC王座に挑戦するも、反則負けで王座は移動しなかった。さらに、キャピタル・パニッシュメントでのリマッチが決まったが、バレットは度々ガブリエルとスレイターを見捨てたため、6月10日のスマックダウンでガブリエルとスレイターがコアを離脱。コアは事実上の消滅となった。

## 入場曲
- End of Days (9 Electric)
- End of Days (emphatic)
- End of Days (Matt McCloskey)